# Герцог де Рандан
Герцог де Рандан (фр. duc de Randan) — французский дворянский титул.

## История

Герб Ларошфуко

Сеньория Рандан, перешедшая к дому Ларошфуко по браку Анн де Полиньяк с графом Франсуа II де Ларошфуко, была возведена в ранг графства для Фульвии Пико делла Мирандолы, вдовы Шарля де Ларошфуко, сеньора де Рандана, жалованной грамотой, данной в Сен-Мор-де-Фоссе в мае 1566 и зарегистрированной 20 ноября того же года.
Жалованной грамотой, данной в мае 1649 для Мари-Катрин де Ларошфуко, их внучки, вдовы Анри де Бофремона, маркиза де Сенсе, и зарегистрированной 2 июня, графство Рандан и барония Люге, зависевшие от герцогства Овернского, были поставлены в зависимость от Большой башни Лувра.

Герб дома де Фуа-Кандаль

Другой жалованной грамотой, данной Людовиком XIV в марте 1661, и зарегистрированной Парламентом 15 декабря 1663 и Счётной палатой 27 июня 1664, графство Рандан было возведено в ранг герцогства-пэрии в пользу Мари-Катрин де Ларошфуко, её дочери Мари-Клер де Бофремон, вдовы Жана-Батиста-Гастона де Фуа, графа де Флекс, и её потомков по мужской линии.
Титул был упразднён по смерти бездетного герцога Анри-Франсуа де Фуа в 1714 году.

Герб дома де Дюрфор-Лорж

Сеньория Рандан перешла по наследству к герцогу де Лозёну, кузену последнего де Фуа, а затем к его вдове Женевьеве-Мари де Дюрфор, которая в 1733 году подарила её своему племяннику Ги-Мишелю де Дюрфору, герцогу де Кентен-Лорж, маршалу Франции, который в том же году принял титул герцога-пэра де Рандана. Со смертью бездетного маршала в 1773 году титул был упразднён.

## Графы де Рандан
- 1566—1607 — Фульвия Пико делла Мирандола (1533—1607)
- 1566—1590 — Жан-Луи де Ларошфуко (1556—1590)
- 1590—1663 — Мари-Катрин де Ларошфуко (1588—1677)
- 1607—1622 — Анри де Бофремон (1578—1622), по праву жены

## Герцоги де Рандан
- 1663—1665 — Жан-Батист-Гастон де Фуа (ум. 1665)
- 1665—1714 — Анри-Франсуа де Фуа (1640—1714)
- 1733—1773 — Ги-Мишель де Дюрфор (1704—1773)